# アダマ・バロウ
アダマ・バロウ（英語: Adama Barrow, 1965年2月16日 - ）は、ガンビアの政治家。現在、同国大統領（第3代）。不動産開発業者でもある。
ガンビアにとって1965年のイギリスからの独立後、民主的に大統領に就任した初の人物である。初代のダウダ・ジャワラは共和制移行に伴い首相から大統領に転身し、2代目のヤヒヤ・ジャメはクーデターによって政権を掌握した（ただし、二人とも選挙による再選は経験している）。

## 経歴

### CEOになるまで
1965年2月16日、英領ガンビアのガンビア川上流地方首府のバセ・サンタ・ス近くのマンカマン・クンダ村に生まれた。
2月18日、ガンビアがイギリスから独立した。
地元のコバ・クンダ小学校に学んだ後、首都バンジュールのクラブ島中学校とムスリム高校で学んだ。
エネルギー企業のAlhagie Musa & Sonsに就職し、販売管理人になった。
2000年代初頭にロンドンに移住し、不動産を学びながら警備員として働いた。
2006年に帰国すると、Majum不動産を開業し、2016年までCEOを務めた。

### 2016年大統領選挙
2016年10月30日、野党7党の大統領候補に選ばれ、統一民主党に所属した。
11月3日、統一民主党を抜け、同盟2016 の支援を受けて無所属で出馬した。
バロウの公約は
1. ガンビアをイギリス連邦に戻す。
2. 国際刑事裁判所に加盟する[15]。
3. 国防軍を政治から遠ざける[16]
4. 野党の政治家で暫定政権を創り、自分は3年以内に退任する[15][17]。

11月1日に投票が行われ、結果は
1. アダマ・バロウ：43.34%
2. ヤヒヤ・ジャメ（現職）：39.6%
3. ママ・カンデー（英語版）：17.1%

となった。
ジャメは選挙結果を受け入れ、権力の円滑な移行を主張した。
12月10日、ジャメは前言を翻し、選挙結果を完全に拒否すると宣言した。国連安保理はジャメに対し、「主権者たるガンビア国民の選択を尊重する」事を求めた。アフリカ連合はジャメの主張を「無効である」と宣言した。アメリカ合衆国や隣国セネガル、西アフリカ諸国経済共同体（ECOWAS）等もジャメを非難した。バロウは身を守る為にセネガルに避難した。ジャメは平和的権力移行を拒否し、最高裁判所に選挙結果の判断を求めた。最高裁判所長官は判断には最低4ヶ月かかると宣言した。ジャメはバロウの就任の宣誓を防ぐ為、非常事態宣言を発した。
2017年1月19日、バロウはセネガルの首都・ダカールのガンビア大使館で就任式を行い、第3代大統領に就任した。同日、ECOWASに所属するセネガルやナイジェリア、ガーナがガンビアに軍事介入し、ジャメの出国を求めた。ガンビア軍は軍事介入に抵抗せず、ジャメの地元のカニライで小規模な衝突が起きただけだった。ECOWASは侵略を数時間で終え、ジャメに最後の機会を与えた。
1月21日、ジャメはガンビアを出国した。
1月26日、バロウがガンビアに帰国した。何百人もの国民がバンジュール国際空港でバロウを歓迎した。
約2500人のECOWAS兵が国の安定化の為に駐留した。バロウはECOWAS兵に6ヶ月間駐留するよう求めた。

### 大統領
1月28日、国名をジャメが2015年に変更した「ガンビア・イスラム共和国」から「ガンビア共和国」に戻すと宣言した。報道の自由も守ると述べた。また、ジャメとの繋がりが強い国家情報機関の改名・改革を宣言した。
2月1日、18人の大臣の内10人がバロウの暫定住居のカイラバ海岸ホテルで宣誓を行った。
- 外務大臣：ウサイヌ・ダルボエ（英語版）
- 財務大臣：アマドゥ・サネー（英語版）
- 貿易・地域統合・雇用大臣：イサトゥ・トゥレー（英語版）：ガンビア初の女性大統領候補[22]

2月14日、イギリス連邦に戻る手続を開始した。
2019年3月15日に内閣改造を実施し、イサトゥ・トゥレー貿易・地域統合・雇用大臣を副大統領に任命。
大統領再選を期すため2019年12月に新党・国家人民党を結成（2021年1月に正式発足）。2021年12月4日執行の大統領選挙では1回目の投票で53.2％の票を獲得し再選を果たした。落選した野党・統一民主党党首のウサイヌ・ダルボエ候補はバロウ陣営による選挙不正を訴えたが最高裁判所に却下され、2022年1月19日より2期目が開始した。同年4月9日に執行された国民議会選挙では選挙で選ばれる53議席中、国家人民党は18議席を獲得し第1党となった。

## 民族
バロウは最大民族であるマンディンカ人の父と、2番目に大きいフラニ人の母の間に生まれた。
バロウは父の民族に従ってマンディンカ人と記録されている。
しかしバロウの村や地域はフラニ人が中心で、バロウもフラニ語を話して育ち、2人の妻は両方フラニ人である。
バロウは「重要なのは民族ではなく、ガンビア国民として団結する事」と述べた。